# Caballeros de la Quema
Os Caballeros de la Quema foi uma banda argentina de rock alternativo, oriunda da cidade de Morón, Província de Buenos Aires, Argentina, que se formou em meados de 1990 e em 1991 publicou seu primeiro trabalho, um cassete intitulado: "Primavera negra".

## Discografia
- Primavera negra (1991)
- Manos vacías (1993)
- Sangrando (1994)
- Perros, perros y perros (1996)
- La paciencia de la araña (1998)
- En vivo (1999)
- Fulanos de nadie (2000)
- Obras cumbres (2006)